# پولات سعیدکاسیموف
پولات سعیدکاسیموف (۸ اکتبر ۱۹۳۱–۱۸ ژانویه ۲۰۱۹) بازیگر اهل کشور ازبکستان بود. از فیلم‌هایی که وی در آنها ظاهر شده می‌توان به ابوریحان بیرونی اشاره نمود.

## جوایز
- هنرمند ارجمند اتحاد جماهیر شوروی ازبکستان (۱۹۶۹).
- هنرمند خلق اتحاد جماهیر شوروی ازبکستان (۱۹۷۹).